# Жупания

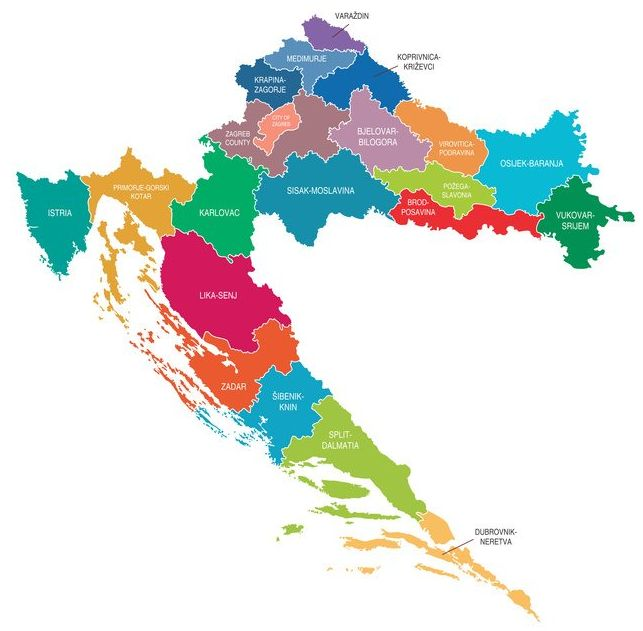
Административное деление Хорватии на жупании

Жупа́ния (хорв. županija) — основная административно-территориальная единица Хорватии, возглавляемая жупаном. Известна с X века. В настоящее время в состав Хорватии входит 21 жупания, включая столичный город Загреб, имеющий статус отдельной жупании. 
Хорватское население Боснии и Герцеговины также называет жупаниями 10 кантонов Федерации Боснии и Герцеговины с момента их создания в 1996 году.

## История
Термин «жупания» впервые зафиксирован в главе 30 трактата византийского императора Константина Багрянородного (905—959) «Об управлении империей» (De administrando imperio). Так там обозначены 11 областей Хорватского государства. Характеристику жупании дал хорватский историк Марко Костренчич (Marko Kostrenčić; 1884—1976) в 1956 году в обобщающем очерке по истории государства и права Хорватии. Учёный-югославист, доктор исторических наук Виктор Петрович Грачев (1926—2010) пишет:
Комментируя свидетельства гл. 30 De administrando imperio, М. Костренчич считает, что упомянутые в этой главе 11 жупаний уже не были старыми «племенными» жупами и не имели «совершенно никакой связи с родо-племенной организацией». От характеристики внутренней структуры жупаний М. Костренчич отказывается. Но в то же время он категорически утверждает, что жупании представляли собой новые образования, которые «возникли в с возникновением Хорватского государства». Дальнейшие преобразования жупаний М. Костренчич связывает с реформами 1001 г., которые были проведены венгерским королем Стефаном. После реформы в Славонии жупании стали называться по-латыни: comitatus, parohia или provincia. Пореформенная организация удерживалась до первой половины XIII века. Во второй половине XIII века была проведена новая реорганизация жупаний, но она не уничтожала полностью старой системы административного деления, в которую по мнению М. Костренчича, было вложено лишь новое содержание, превратившее жупанию «в дворянскую организацию». Жившие на территории жупании дворяне (plemiči) «захватили власть и создали из неё единицу, через которую отстаивали свои классовые интересы, стремясь перестроить её в дворянский автономный институт в провинции, по возможности, независимый от государственной власти.
При Габсбургах на основе жуп возникли жупании. Эти единицы использовались в Венгрии (1849—1918 годах), в Словацкой земле Чехословацкой республики (1920—1927 годах), Словацкой республике (1940—1945 годах), и восстановлены в Хорватии с 1993 года.
Социалистическая Республика Хорватия делилась на уезды (kotar, серб. срез), упразднённые после принятия Конституции 1963 года. После принятия Конституции 1974 года были созданы союзы (ассоциации) общин (zajednica općina). Восстановление деления на жупании предписывалось «Рождественской конституцией» 1990 года.